# The Pretty Reckless
The Pretty Reckless – amerykańska grupa wykonująca szeroko pojętą muzykę rockową.
Powstała w 2009 roku w Nowym Jorku z inicjatywy aktorki Taylor Momsen. W skład grupy wchodzą także Ben Phillips (gitara), Mark Damon (gitara basowa) i Jamie Perkins (perkusja). Na początku zespół miał nosić nazwę „The Reckless”, jednak ostatecznie nazwa została zmieniona na The Pretty Reckless z powodu nacisku wytwórni.
22 czerwca ukazał się minialbum pod tytułem The Pretty Reckless. Debiutancki album Light Me Up miał swoją premierę 31 sierpnia 2010 roku. Pierwszy singiel Make Me Wanna Die został wydany 13 maja 2010 roku. Utwór znalazł się na pierwszej pozycji zestawienia UK Rock Chart.
Album Death by Rock and Roll zajął 6 miejsce w plebiscycie magazynu Teraz Rock na najlepszy zagraniczny album 2021 roku.

## Dyskografia
Albumy
| 2010                           | The Pretty Reckless (EP) - Data: 22 czerwca 2010 - Wydawca: Interscope Records | —  | —  | —   | —  | —  | —  |                   |
| 2010                           | Light Me Up - Data: 7 sierpnia 2010 - Wydawca: Interscope Records              | 64 | 6  | 167 | 57 | 18 | 71 | - USA: 225 tys.+  |
| 2012                           | Hit Me Like a Man (EP) - Data: 6 marca 2012 - Wydawca: Interscope Records      | —  | —  | —   | —  | —  | —  | - USA: 2,9 tys.+  |
| 2014                           | Going to Hell - Data: 12 marca 2014 - Wydawca: Interscope Records              | 5  | 8  | 46  | 5  | 45 | 20 | - USA: 158 tys.+  |
| 2016                           | Who You Selling For - Data: 21 października 2016 - Wydawca: Razor & Tie        | 13 | 23 | 90  | 12 | —  | 33 | - USA: 21,6 tys.+ |
| 2021                           | Death by Rock and Roll - Data: 12 stycznia 2021 - Wydawca: Fearless            | 28 | 6  | 109 | 28 | —  | 15 |                   |
| „–” pozycja nie była notowana. |                                                                                |    |    |     |    |    |    |                   |

Single
| 2010                           | „Make Me Wanna Die”         | 16  | —  | 61 | Light Me Up            |
| 2010                           | „Miss Nothing”              | 39  | —  | —  | Light Me Up            |
| 2010                           | „Just Tonight”              | 136 | —  | —  | Light Me Up            |
| 2013                           | „Heaven Knows”              | 61  | 1  | —  | Going to Hell          |
| 2014                           | „Messed Up World”           | —   | 1  | —  | Going to Hell          |
| 2014                           | „Follow Me Down”            | —   | 1  | —  | Going to Hell          |
| 2016                           | „Take Me Down”              | —   | 1  | —  | Who You Selling For    |
| 2016                           | „Oh My God”                 | —   | 2  | —  | Who You Selling For    |
| 2017                           | „Back to the River”         | —   | 12 | —  | Who You Selling For    |
| 2020                           | „Death by Rock and Roll”    | —   | 1  | —  | Death by Rock and Roll |
| 2021                           | „And So It Went”            | —   | 1  | —  | Death by Rock and Roll |
| 2021                           | „Only Love Can Save Me Now” | —   | 1  | —  | Death by Rock and Roll |
| „–” pozycja nie była notowana. |                             |     |    |    |                        |

## Teledyski
| Rok  | Tytuł                            | Reżyseria            | Album                  |
| ---- | -------------------------------- | -------------------- | ---------------------- |
| 2010 | „Make Me Wanna Die”              | Meiert Avis          | Light Me Up            |
| 2010 | „Miss Nothing”                   | Meiert Avis          | Light Me Up            |
| 2010 | „Just Tonight”                   | Meiert Avis          | Light Me Up            |
| 2012 | „You”                            | Meiert Avis          | Light Me Up            |
| 2012 | „My Medicine”                    | Meiert Avis          | Light Me Up            |
| 2013 | „Going to Hell”                  | Tim Mattia           | Going to Hell          |
| 2014 | „Heaven Knows”                   | Jon J, Taylor Momsen | Going to Hell          |
| 2014 | „Messed Up World (F'd Up World)” | Jon J, Taylor Momsen | Going to Hell          |
| 2014 | „House on a Hill”                | —                    | Going to Hell          |
| 2016 | „Take Me Down''                  | Meiert Avis          | Who You Selling For    |
| 2017 | „Oh My God''                     | Meiert Avis          | Who You Selling For    |
| 2020 | „25''                            | Jon J                | Death by Rock and Roll |
| 2021 | „And So It Went”                 | Jon J, Taylor Momsen | Death by Rock and Roll |
| 2021 | „Only Love Can Save Me Now''     | Jon J                | Death by Rock and Roll |